# نورديرهاكس
نورديرهاكس هي جزيرة هولندية غير مأهولة في بحر الشمال.

## معرض صور

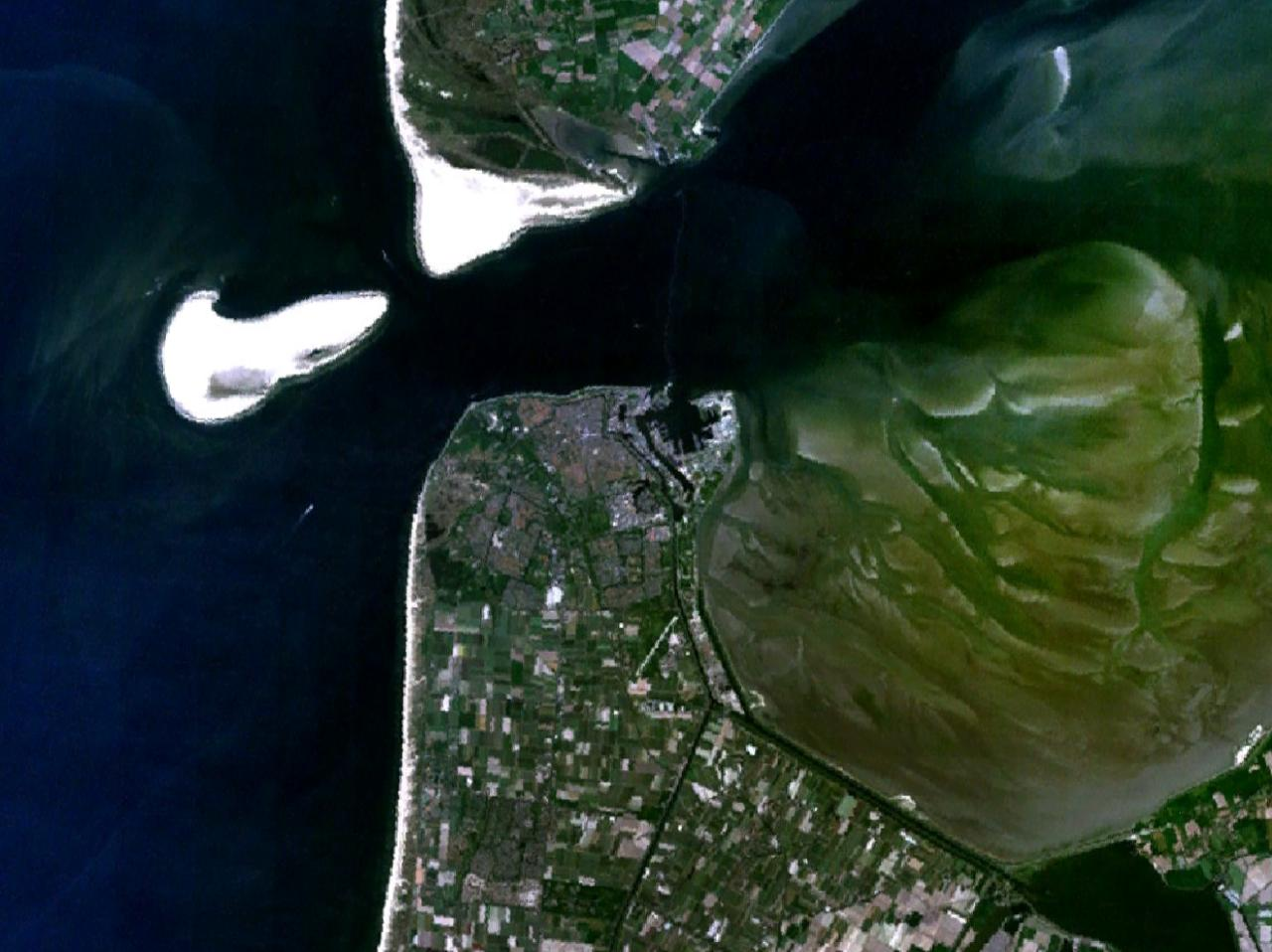
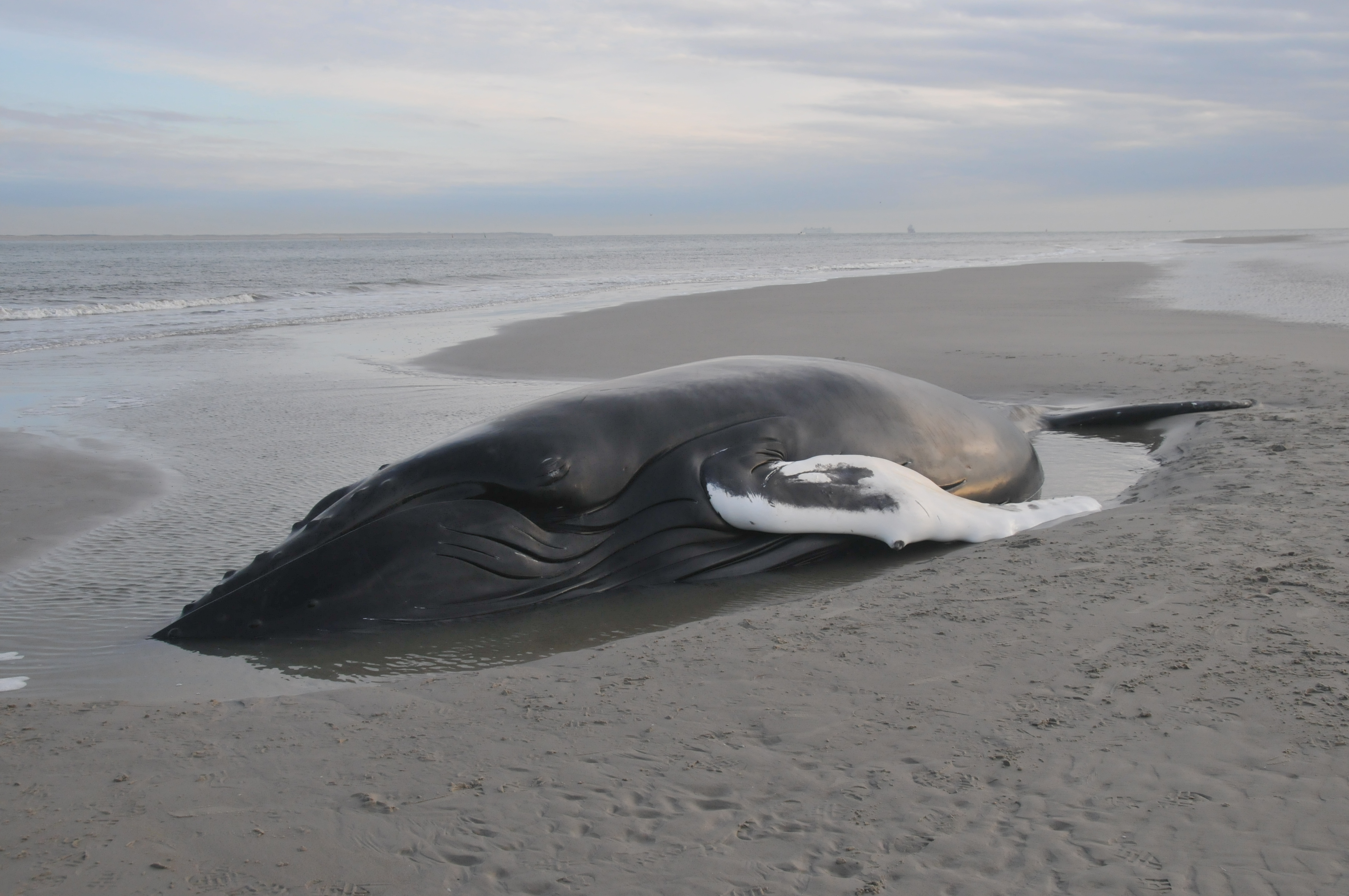